# Піскань (Долж)
Піскань, Піскані (рум. Piscani) — село у повіті Долж в Румунії. Входить до складу комуни Бредешть.
Село розташоване на відстані 197 км на захід від Бухареста, 29 км на північний захід від Крайови.

## Населення
За даними перепису населення 2002 року у селі проживали 94 особи, усі — румуни. Усі жителі села рідною мовою назвали румунську.